# 金特·贝尼施
金特·贝尼施（Günter Behnisch，1922年6月12日—2010年7月12日）是一位德国建筑师，出生于德累斯顿附近的洛克维茨。二战期间，他成为德国最年轻的潜艇指挥官之一。之后，贝尼施成为代表解构主义的最著名建筑师之一。其杰作包括慕尼黑的奥林匹克公园和波恩的西德新联邦大厦。

## 早年生活
贝尼施出生在德累斯顿附近的洛克维茨，在三个孩子中排行第二。他就读了许多学校，因为他父亲是社会民主党党员，被纳粹新政府逮捕、解雇并发配到开姆尼茨。
1939年，17岁的贝尼施自愿加入纳粹德国海军，这比义务劳动或军队征兵要更轻松。他最终成为U型潜艇的军官，并在U-952上服役。1944年10月，当他接管U-2337时，他是最年轻的U型潜艇指挥官之一。二战结束时，他率潜艇向英国投降，并成为诺森伯兰郡费瑟斯通城堡的战俘。
贝尼施最初接受的是瓦工培训，后于1947年进入斯图加特大学学习建筑。从1967到1987年，他在达姆施塔特工业大学担任建筑/建筑设计和工业建筑技术的教授。

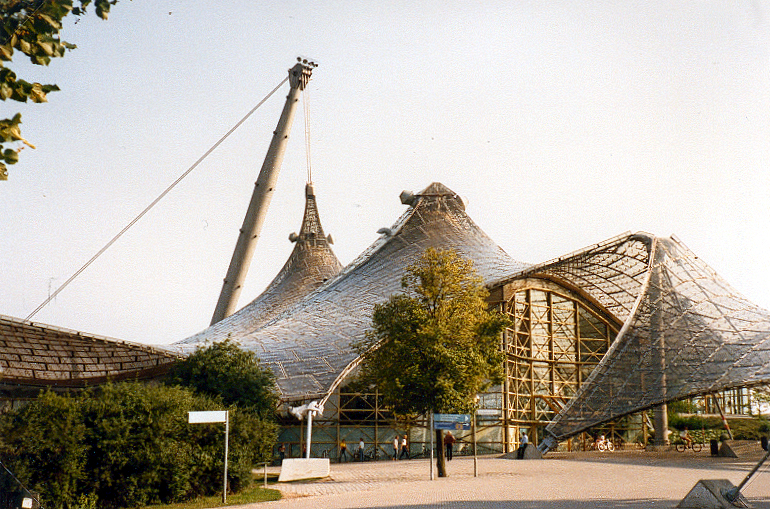
慕尼黑奥林匹克公园（1972年）

## 建筑师生涯

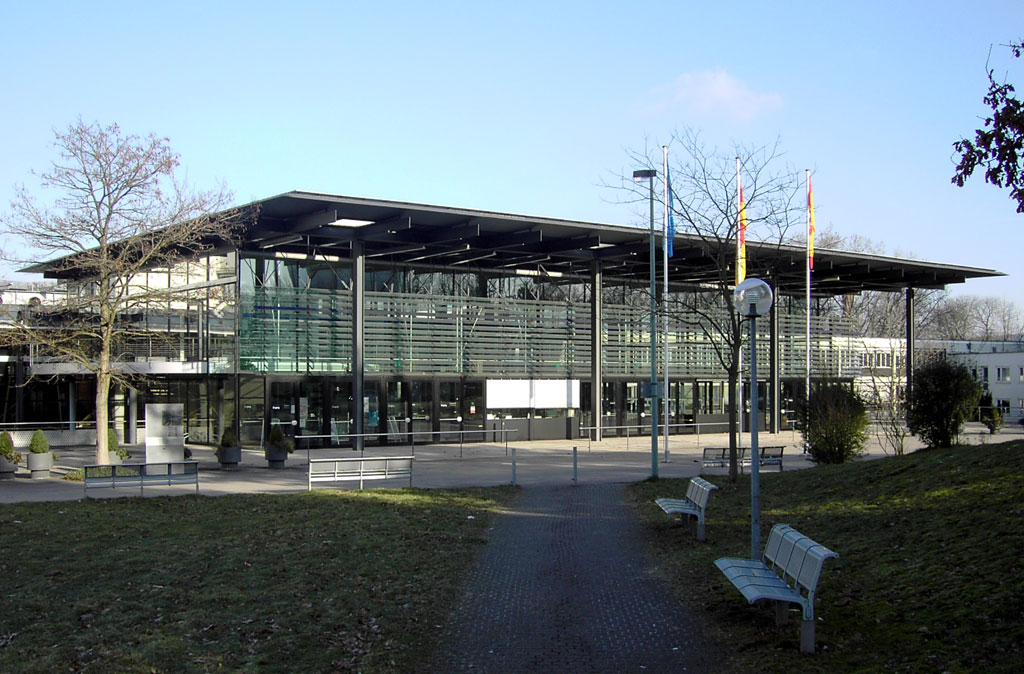
位于波恩的德国联邦议院全体会议厅

1952年，他在斯图加特建立了自己的建筑事务所，该事务所于1966年改为贝尼施与伙伴。
1967年，金特·贝尼施的建筑公司被选中，为慕尼黑1972年夏季奥林匹克运动会的运动休闲区制定综合总体规划。该地区被称为奥林匹克公园，包含了慕尼黑奥林匹克体育场。体育场的张拉结构是与建筑师兼工程师弗萊·奧托合作开发的。贝尼施最著名的建筑之一是位于西德首都波恩的新联邦大厦。虽然他在1973年就赢得了建筑设计比赛，但直到1987年才开始施工，在1992年竣工。
他的儿子斯特凡·贝尼施于1989年成立了一家独立公司贝尼施建筑师。

## 主要作品（精选）
- 1967－1972年：德国慕尼黑奥林匹克公园[7]
- 1984－1987年：德国艾希施泰特的艾希施泰滕-英戈尔施塔特天主教大学中央图书馆
- 1984－1990年：德国法兰克福通信博物馆
- 1985－1987年：德国斯图加特大学HYSOLAR-Building
- 1987－1992年：德国波恩的德国议会全体会议厅（英语：Bundeshaus (Bonn)）（德国联邦议院）[8]
- 1993－2005年：柏林市中心的艺术学院大楼，即阿德龙饭店扩建的六层玻璃结构[9][10]
- 1997年：德国斯图加特的国家清算银行-支票账户（State Clearing Bank – Landesgirokasse）[11]
- 1998年：德国纽伦堡机场控制塔[12]
- 1998－2002年：德国汉诺威的北德意志州立银行（英语：Norddeutsche Landesbank）[13]
- 1999年：德国施塔恩贝格湖畔贝恩里德的幻想博物馆（英语：Museum der Phantasie）
- 2003年：美国坎布里奇的健赞中心[14]
- 2005年：加拿大多伦多的细胞与生物分子研究中心（Centre for Cellular and Biomolecular Research）[15]